# Maggie Baird
Maggie May Baird (Fruita, Colorado, 29 de marzo de 1959) es una actriz, actriz de voz y guionista estadounidense. Es la madre de los cantautores Finneas y Billie Eilish.

## Biografía
Baird se crio en Colorado interpretando música, estudió teatro y danza en la Universidad de Utah, antes de mudarse a Nueva York, donde actuó en Broadway. Hizo su debut televisivo en 1981 en la telenovela Another World y su debut cinematográfico en An Innocent Man (1989). Baird continuó actuando en televisión y cine después de mudarse a Los Ángeles en 1991, y se convirtió en miembro y profesor de The Groundlings, una compañía de teatro y escuela de improvisación. En 2009, Baird lanzó su álbum de estudio debut, We Sail.